# Anders Fogh Rasmussen
Anders Fogh Rasmussen (Ginnerup, 26 gennaio 1953) è un politico danese.
È stato ministro di Stato della Danimarca dal 2001 al 2009 e segretario generale della NATO dal 1º agosto 2009 al 1º ottobre 2014.
Leader del Partito Liberale (nome danese Venstre, letteralmente sinistra, ma attualmente incline al liberalismo), il suo governo è stato espressione del centro-destra.

## Biografia
Rasmussen è figlio di un contadino, cresciuto nello Jutland orientale. Era attivo in politica fin dalla tenera età. Dal 1974 al 1976 è stato presidente dell'associazione giovanile del partito liberale. Si è laureato in economia all'Università di Aarhus nel 1978.

## Carriera politica

### Prima attività politica
È stato eletto per la prima volta nel parlamento danese, il Folketing, nel 1978. Dal 1987 al 1992 è stato ministro delle imposte nella coalizione conservatore-liberale di Poul Schlüter e dal 1990 al 1992 contemporaneamente ministro dell'economia. Nel 1992 Rasmussen si è dimesso dopo che un'indagine ha scoperto che il suo ministero aveva fornito informazioni incomplete su un estratto conto. Rasmussen non era d'accordo con il comitato, ma è stato minacciato un voto di sfiducia e ha deciso di dimettersi dal suo incarico. Nel 1998 è stato comunque eletto presidente del suo partito, succedendo a Uffe Ellemann-Jensen che non è riuscito a sconfiggere la coalizione socialdemocratica-sinistra-liberale di Poul Nyrup Rasmussen nel 1994 e nel 1998.

### Ministro di Stato
Nelle elezioni del 2001, Anders Fogh Rasmussen era il leader dell'opposizione alla coalizione social-democratica-sinistra-liberale di Poul Nyrup Rasmussen. Venstre è riuscito a superare i socialdemocratici come il più grande partito per la prima volta dal 1920. Per la prima volta dal 1929, ora c'era una maggioranza puramente di destra ed era possibile governare senza il piccolo partito di centro liberale di sinistra della Sinistra Radicale. L'insoddisfazione per la politica di immigrazione rilassata della coalizione socialdemocratica-sinistra-liberale negli anni '90 è stata una questione centrale nelle elezioni. Rasmussen ha formato una coalizione con il Partito Popolare Conservatore, il Partito Popolare Danese che hanno sostenuto la coalizione.
Dopo le elezioni dell'8 febbraio 2005, la sua coalizione di minoranza è stata in grado di continuare a governare nonostante le perdite per il suo stesso partito, ma grazie ai guadagni per il suo partner di coalizione, il Partito Conservatore e per il Partito Popolare Danese, che è rimasto ancora una volta fuori dal governo ma ha sostenuto la coalizione.
Dopo le elezioni del 13 novembre 2007, Rasmussen ha potuto continuare a governare con la sua coalizione di minoranza. Il suo stesso partito ha perso sei seggi, mentre il suo partner di coalizione, il Partito Conservatore, ha ottenuto un numero invariato di seggi. Il Partito Popolare Danese nazional-conservatore, che ha vinto un seggio in più, è rimasto ancora una volta fuori dal governo, ma ha indicato il suo sostegno alla coalizione.
I temi principali delle elezioni del novembre 2007 sono stati la riforma del welfare e l'asilo. La leader dell'opposizione, la socialdemocratica Helle Thorning-Schmidt, ha criticato Rasmussen principalmente per le condizioni nella sanità, nell'assistenza agli anziani e all'infanzia e nei centri di asilo. Il suo governo ha anche avuto un ruolo sulla politica climatica e presenza delle truppe danesi in Iraq e Afghanistan. Il governo si è chiesto se l'opposizione avesse soluzioni migliori a questi problemi, e in particolare se l'opposizione potesse perseguire politiche finanziarie e di immigrazione responsabili. Rasmussen è stato anche accusato della cosiddetta politica di blocco e di uno stile di governo controllato. La coalizione di governo, tuttavia, ha indicato che l'80% delle leggi sono approvate da un'ampia maggioranza parlamentare, un numero che non si è ridotto dall'ex coalizione socialdemocratica-sinistra-liberale (1994-2001). È oggetto di controversia se la buona economia danese sia il risultato dell'attuale coalizione o se sia dovuta alle condizioni economiche in generale.
Rasmussen è stato anche in trattativa con il nuovo partito liberale di destra Alleanza Liberale per aver il suo supporto. Ciò sarebbe stato problematico, poiché il principale obiettivo politico di Alleanza Liberale è stato quello di limitare l'influenza del Partito Popolare Danese. Con il sostegno del Partito Popolare Danese e di Alleanza Liberale, Rasmussen ha una maggioranza di 94 seggi contro 85. Se Alleanza Liberale dovesse votare insieme all'opposizione, questa maggioranza si ridurrebbe a 90-89. Uno dei quattro membri del parlamento delle Isole Faroe e della Groenlandia si è unito alla fazione del partito di Rasmussen. Dal momento che questi membri si astengono tradizionalmente dalla politica interna, il gabinetto avrebbe una maggioranza di 89-86 su questioni puramente danesi, anche se Alleanza Liberale votasse con l'opposizione.

## Segretario generale della NATO
All'inizio di aprile 2009, Rasmussen è stato eletto nuovo segretario generale della NATO dopo i negoziati. La Turchia ha minacciato di porre il veto al candidato danese. Il governo turco aveva dubbi su di lui. Uno dei motivi è che Rasmussen non aveva intrapreso alcuna azione contro ROJ TV, un'emittente televisiva che secondo il governo turco fungeva da portavoce del movimento separatista curdo (PKK), un'organizzazione classificata come terrorista dalla NATO. Anche la questione dei cartoni animati danesi ha avuto un ruolo. Una richiesta della Turchia all'epoca fu che Rasmussen si sarebbe dovuto rivolgere agli ambasciatori dei paesi islamici e che avrebbe dovuto spiegare chiaramente la questione, ma la richiesta fu respinta da Rasmussen stesso.
La Turchia ha comunque acconsentito alla nomina alla condizione che il nuovo vicesegretario generale diventasse turco (che sarebbe stato particolarmente incaricato dei contatti con i paesi islamici), che la leadership in Afghanistan sarebbe stata in mano turca e che Rasmussen avrebbe spiegato le vignette danesi nel forum dell'Alleanza delle Civiltà e che sarebbe stata intrapresa un'azione più attiva contro il PKK. Ha rassegnato le dimissioni da Primo ministro danese il 5 aprile 2009. Il suo mandato come segretario generale è iniziato il 1º agosto 2009.
Entrando in carica come segretario generale, ha annunciato tre priorità:
- portare a una conclusione positiva della guerra in Afghanistan
- migliorare i rapporti con la Russia
- espandere la cooperazione con i paesi moderati del Nord Africa e del Medio Oriente

Ad agosto 2015 Anders Fogh Rasmussen entra a far parte della banca d'investimento Goldman Sachs come consulente.
Di religion luterana, Rasmussen è sposato con Anne-Mette (* 1958) dal 1978. La coppia ha tre figli insieme - l'imprenditore e scrittore Henrik Fogh Rasmussen (* 1979), Maria (* 1981) e Christina (* 1984) - e sei nipoti.

## Opere
- The Will to Lead: America's Indispensable Role in the Global Fight for Freedom, Broadside Books, 2016, ISBN 978-0062475299